# همشهری (فیلم)
همشهری فیلمی مستند به کارگردانی و نویسندگی عباس کیارستمی ساخته سال ۱۳۶۲ است.